# そんなこと裏のまた裏話でしょ?
「そんなこと裏のまた裏話でしょ?」（そんなことうらのまたうらばなしでしょ）は、中島愛の8枚目のシングル。2013年1月23日にFlyingDogから発売された。

## 概要
前作「マーブル/忘れないよ。」から6ヶ月弱ぶりとなる2013年1作目のシングル。表題曲のみの単独A面シングルは「神様のいたずら」以来3作ぶりとなる。
表題曲は、テレビアニメ『琴浦さん』のオープニングテーマに起用された。販売形態は初回限定盤と通常盤の2種リリースで、前者には表題曲のPVを収めたDVDが同梱されている。

## 収録曲
1. そんなこと裏のまた裏話でしょ? [4:01]
作詞：西直紀、作曲：hirao、編曲：mukai
テレビアニメ『琴浦さん』オープニングテーマ
ここまでハジけた中島をかつて見たことがないほどギミック満載の天然アイドルポップスに仕上がった[8]。
2. Mamegu A Go! Go! [4:41]
作詞・作曲・編曲：北川勝利、ホーンアレンジ：西脇辰弥
軽快なリズムの王道ポップチューンに仕上がった[5]。
3. 素直 [4:42]
作詞・作曲：Castella、編曲：窪田ミナ
テレビアニメ『琴浦さん』第11話挿入歌
4. そんなこと裏のまた裏話でしょ? -Instrumental-
5. Mamegu A Go! Go! -Instrumental-
6. 素直 -Instrumental-

DVD（初回限定盤のみ）
1. そんなこと裏のまた裏話でしょ?（Music Clip）
2. メイキング